# Bayard (Nouveau-Mexique)
Pour les articles homonymes, voir Bayard.
Bayard est une ville dans le comté de Grant, au Nouveau-Mexique. Elle se situe près de Santa Rita, à l'est de Silver City. La population s'élevait à 2 534 habitants au recensement de 2010. La ville fut incorporée le 20 août 1938.

## Source
- (en) Cet article est partiellement ou en totalité issu de l’article de Wikipédia en anglais intitulé « Bayard, New Mexico » (voir la liste des auteurs).